# The Deacon Outwitted
The Deacon Outwitted è un cortometraggio muto del 1913 diretto da Henry Lehrman e interpretato da Ford Sterling e Mabel Normand.

## Produzione
Il film fu prodotto dalla Keystone

## Distribuzione
Il film - un cortometraggio di 182,90 metri - uscì nelle sale il 27 febbraio 1913, distribuito dalla Mutual Film. In sala era programmato, con il sistema split reel, con un altro cortometraggio, The Mistaken Masher.